# 生产队

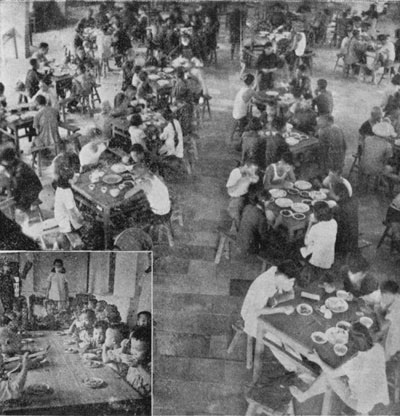
生产大队下分成若干生产队在人民公社免费吃饭。

生产队为中国大陆大跃进以后的人民公社时期生产大队、小型农场、林场直接管辖的农业生产作业单位，同时也是当时大陆农村地区最基层的“行政编组”，其直接管辖的对象为农户；生产队作为一种组织，具体存在的时间为1958年至1984年。实行家庭联产承包责任制以后随着人民公社解体，绝大多数地区按照生产队辖域直接过渡到村民小组。下列所述生产队的体制，指人民公社化以来大跃进以后农村地区生产队成熟的分配体制。

## 历史
生产队绝大多数最初由高级社过渡而来；之后进入“大跃进”阶段的生产队组织，这期间以人民公社大食堂为标志，即所有农户及其家庭成员在生产队所设“公共食堂”就餐，劳动不计报酬。食堂建立之初，吃饭不记账、不受定量限制，也就是当时人们开始想象的“共产主义”，其时也被称为“共产主义大食堂”，因此当时出现最流行的说法“跑步进入共产主义”。期间由于出现全国性的饥荒，之后食堂于1961年解体（称为“下放食堂”），1962年时任中共中央副主席兼国家主席的刘少奇开始推行“三自一包”、“ 四大自由”，分过一部分土地给农户的政策未经推广即破产；后来生产队成为基层农业生产单位和行政编组。中共十一届三中全会以来特别是1980年以后，很多地区的生产队农户自发地拆分为“生产小组”或类似组织，规模、制度和组织方式类似于之前的“初级农业社”。
- 生产小组：生产小组存在的时间一般从1980年至1984年，为家庭联产承包责任制的过渡阶段，在此期间很多“小组”开始实行“包产到户”。同一个生产大队辖区内，有的生产队拆分为“小组”，有的仍旧以生产队为作业和预算单位。但拆分后的“小组”绝大多数为独立预算单位，管理、预算和报酬制度基本承袭原生产队的模式，劳动主要集中在粮食种植和主要生产领域，劳动和作息“小组”有完全支配权。“小组”基本属于互助合作性质的生产单位，生产上接近包产到户的劳动效率；由于农民自由支配时间的增加，家庭副业开始蓬勃发展，主要为家庭种植业和养殖业，开始出现各种“农村专业户”的萌芽；由于农民开始享有对劳动的支配权，壮年劳动力可以外出打工，“建筑包头”由此慢慢出现；劳动效率的大大提高导致大量劳动力的过剩，农民自由务工，开始涌入城市寻找生活出路，这些人为被后来称为“农民工”，当时主要集中在建筑业。小组与生产队的关系，生产队对小组的土地仍有支配权，可以根据人口增长情况和分布情况对小组土地作小范围的调整。小组规模上，每个生产队按照农户自愿的原则被拆分为3～5个小组，人口密度较大的粮食生产区约为5～8户即25～30人的规模。

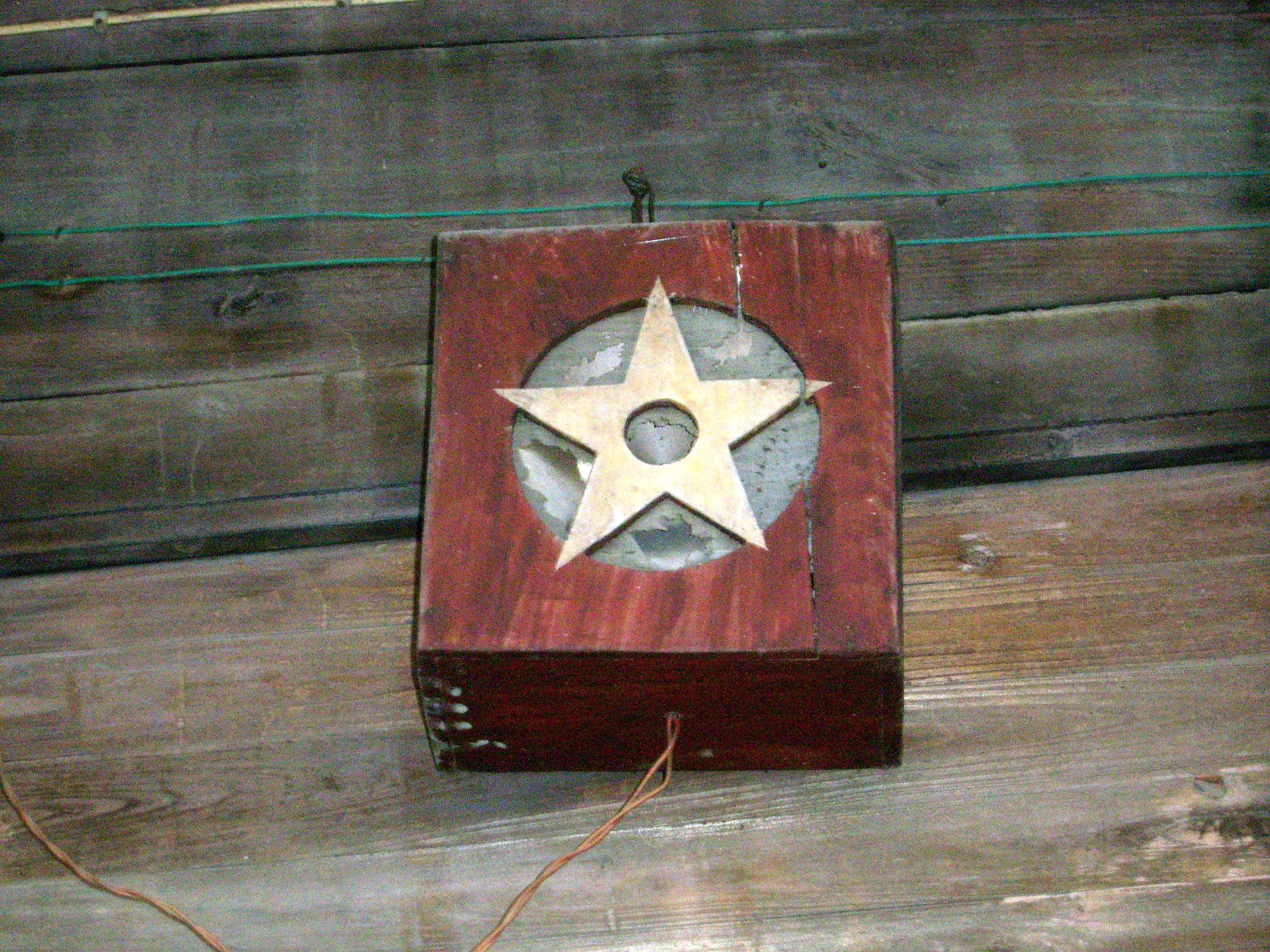
生产队在各家各户安装的广播喇叭。

## 规模
生产队成立之初的1950年代后期，户数和辖域约为一个“甲”的规模即10户左右；由于人口的增长和家庭单位变小，到1970年代，一个生产队平均约为20农户规模；人民公社解体以前的1980年代初期一般达到25～30户的规模，人口从几十人到一百多人不等，平均人口约100人。

## 组织形式
生产队为生产大队管辖下的独立预算单位。每位农民其时的身份为“社员”；生产队负责人设有队长、副队长，必须配备有会计、出纳、记工员，另外还有妇女队长。负责人中，队长和副队长每1～2年轮换，通常由社员推举或选举产生，其他负责人以推举为主，但比较固定，由受教育程度较高的人担任；队长、副队长、会计、记工员和出纳每年有适当的工分补贴。社员由生产队统一调度参加农业生产的劳动。

## 劳动作息
标准工作日指普通劳动的一天8小时，作息时间依照季节由生产队自行规定。全年上午作息时间多为8:00～12:00；下午作息时间依照各个季节而定，春秋二季多为下午2:00～6:00，冬季1:30～5:30，夏季2:30～6:30。

## 报酬
报酬以“工分”形式体现，生产队根据当年社员所获工分多少进行分配。“工分”标准的制定各地大同小异，“工分”报酬为两种形式，即针对“普通农业劳动”的标准工作日报酬和针对农忙时节或特殊劳动项目的“定额报酬”。具体到每个劳动者（社员）的工分档次由生产队负责人会议核定，对负责人会议的核定出现异议则通过生产队组织的“社员大会”审定。

### 标准工作日计分标准
“普通劳动”指劳动强度不高，一般事务性的农业劳动。记分基准以每个“标准工作日”一个男壮年劳动力为最高，多定为10～12分，即有的生产队男壮年劳动力报酬定为10分，有的定为12分。以男壮年劳动力每标准工作日12分为例，列举如下：
- 成年男性
  - 男壮年劳动力12分；
  - 一般男性劳动力则定为9分～11分；
- 成年女性
  - 女性壮年劳动力为7～9分；
  - 一般女性劳动力（中年家庭妇女）为6～7分；
- 学生，指高中或以下，利用周末或寒暑假参加生产队的集体劳动
  - 高年级男性，健壮体力素质好，9～11分；其他6～9分；
  - 高年级女性，健壮体力素质好，6～8分；其他为4～6分；
- 儿童，3分。

### 定额报酬
定额报酬，即很多生产队在农忙时节（双抢、秋收）、特殊农业项目的采取的按工作量记工的制度。这种制度只针对某一生产项目，生产队不统一工作时间，可以由几人临时组成的小组、家庭或个人为具体工作单位。如开挖土石方按每立方米15分，水稻的早稻插秧定为每亩40分，晚稻插秧定为每亩45分；收割环节的割麦每亩定为20分，旱地脱粒每亩记45分，水田脱粒每亩50分等等方案，依照具体情况而定，相邻生产队之间存在差异。

## 分配
生产队预算的财政年度为每年的1月1日～12月31日，社员劳动所得以实物和现金两种形式。

### 粮食分配
粮食分配为社员劳动所得的主要形式，在粮食分配中按照人头数设置基本口粮。在剔除农业税、村级提留、统筹提留和各种上缴实物折算以后，余下的在全部按照社员当年劳动所得的工分量进行分配，粮食分配之首要内容就是保证基本口粮。以水稻主产区为例，当年收成好、生产管理得当、稻田面积大的生产队，一般农业劳动力多的家庭人均每年可以获得包括基本口粮在内粮食（稻谷）约为300～400公斤；一般家庭200～350公斤，困难家庭人均150～200公斤，困难家庭一年6～8个月过去就没有口粮。如水稻主产区湖南长沙县（含望城县）在1970年代中期，一个6口之家，劳动力多的家庭，每年可以获得稻谷2000～2500公斤；2个主要劳动力的家庭可以获得约2000公斤，一般家庭约为1600～1800公斤，较差家庭为1400～1600公斤，困难家庭1400公斤以下，但一个家庭粮食分配所得不得低于规定的农村基本口粮数。
生产队的基本口粮按照人口的成年、未成年设置标准，有的生产队成年和未成年为一个标准，即通常成年人150～200公斤、未成年人100～150公斤。

### 现金分配
生产队在剔除按照人头农业税、村级提留、统筹提留和各种上缴的货币折算以后，余下现金收入全部按照社员每年劳动所得的工分量进行分配。出现亏损的家庭，实际没有现金分配。经济发达地区，每10分工现金分配为0.8元以上；一般地区则为0.3～0.8元，落后地区0.3元以下。以湖南长沙农村地区为例，1970年代中期城市郊区经营很好的生产队可以达到每10分1元以上；长沙县较发达地区0.8～1元左右，一般地区0.5～0.8元，其他地区0.3元以下。在长沙县，经济发达地区生产经营好的生产队，较好家庭的现金分配400元以上，较好家庭200～400元，一般或较差家庭100以下或亏损。

## 财产
拥有土地、各种生产资料、农具和农业设施、场地，生产队其他所有的畜力等。

## 相关术语
- 家庭联产承包责任制、包产到户
- 社队企业
- 离土不离乡、盲流
- 社员、干部、三农问题之农民工（农民工问题）
- 城乡二元结构
- 三包一獎
- 口粮、基本口粮
- 五保户、半边户
- 阶级成分：地主、富农和贫农
- 阶级斗争、文化大革命
- 四类分子、二十一种人
- 人民公社、社员
- 人民公社大食堂
- 农村税费、农业税、村级提留、统筹提留
- 三面红旗